# Курдюмов Володимир Миколайович
Володимир Миколайович Курдюмов (13 жовтня 1895, село Ільмень Борисоглібського повіту Тамбовської губернії, тепер Новохоперського району Воронезької області, Російська Федерація — 14 лютого 1970, місто Москва, Російська Федерація) — радянський військовий діяч, генерал-лейтенант (4.06.1940). Депутат Верховної Ради СРСР 2-го скликання.

## Життєпис
Народився в селянській родині. З 1912 року служив у російській імператорській армії, в 1915 році закінчив Олександрівське військове училище. У Першу світову війну воював на Західному фронті: командир взводу, роти та батальйону, поручник.
Член РСДРП(б) з 1917 року.
У Червоній Армії з лютого 1918 року, служив командиром батальйону. Брав участь у боях із білогвардійцями на Західному, Південному та Кавказькому фронтах.
З січня 1921 року — начальник штабу 3-ї бригади 33-ї Кубанської дивізії. З березня 1921 року — начальник розвідки 12-ї кавалерійської дивізії, командир стрілецької бригади, начальник штабу кавалерійської дивізії. З березня 1922 року — начальник оперативного відділу штабу 10-ї армії, начальник штабу 2-го Кавказького стрілецького корпусу.
У 1925 році закінчив Військову академію РСЧА імені Фрунзе.
З серпня 1925 року — помічник начальника військово-академічного відділу Управління військово-навчальних закладів РСЧА. З вересня 1926 року — помічник начальника 2-го відділу Управління військово-навчальних закладів РККА, за сумісництвом військовий керівник Московського командного політико-просвітницького інституту імені Крупської. З липня 1927 року — начальник 4-го відділу Управління військово-навчальних закладів РСЧА, за сумісництвом військовий керівник Комуністичного університету національних меншин Заходу імені Ю. Мархлевського.
У 1929 році закінчив Курси удосконалення вищого начскладу при Військовій академії імені Фрунзе.
З березня 1929 до 1931 року — військовий аташе при Повноважному представництві СРСР в Естонії, Латвії та Литві.
З липня 1931 до січня 1934 року — командир та військовий комісар 25-ї Чапаєвської стрілецької дивізії. З січня 1934 року — начальник штабу Управління бойової підготовки РСЧА. З січня 1935 року — командир і військовий комісар 1-го стрілецького корпусу Ленінградського військового округу. 13 квітня 1937 року звільнений з посади і зарахований в розпорядження народного комісара оборони СРСР. У 1937—1939 роках — заступник начальника, потім начальник Управління бойової підготовки РСЧА.
Під час радянсько-фінської війни з 1939 до лютого 1940 року — заступник командувача 8-ї армії Ленінградського військового округу. З 25 лютого до 28 березня 1940 року — командувач 15-ї армії РСЧА.
З 26 березня до квітня 1940 року — командувач військ Архангельського військового округу.
З серпня 1940 до червня 1941 року — начальник Управління бойової підготовки Червоної армії.
13 червня 1941 року призначений заступником командувача військ Західного особливого військового округу з постачання. З червня до серпня 1941 року — в.о. командувача військ Західного особливого військового округу. З серпня до листопада 1941 року — начальник тилу — заступник командувача військ Західного фронту із тилу.
У листопаді 1941 — січні 1942 року — командувач військ Південно-Уральського військового округу.
З січня до серпня 1942 року — командувач військ Північно-Кавказького військового округу.
З 5 по 15 серпня 1942 року — командувач 66-ї армії. З серпня до грудня 1942 року — заступник командувача військ Закавказького фронту з формування та укомплектування військ.
У грудні 1942 — липні 1943 року — заступник командувача військ Північно-Кавказького військового округу.
З липня 1943 до квітня 1944 року — командувач військ Північно-Кавказького військового округу.
У квітні 1944 — липні 1945 року — командувач військ Сибірського військового округу.
У липні 1945 — жовтні 1946 року — командувач військ Західно-Сибірського військового округу.
З лютого 1947 року — генерал-інспектор піхоти (стрілецьких військ). У 1948—1949 роках — заступник головного інспектора Збройних сил СРСР із сухопутних військ.
У 1950 році закінчив Вищі академічні курси при Вищій військовій академії імені Ворошилова.
З грудня 1951 до червня 1956 року — начальник Вищих академічних курсів при Вищій військовій академії імені Ворошилова.
З 9 березня 1957 року — у відставці за станом здоров'я.
Помер 14 лютого 1970 року в Москві. Похований на Введенському цвинтарі в Москві.

## Військові звання
- Підпоручник (1916)
- Поручник (1917)
- Комдив (20.11.1935)
- Комкор (9.02.1939)
- Командарм 2-го рангу (5.12.1939)
- Генерал-лейтенант (4.06.1940)

## Нагороди
- два ордени Леніна (22.02.1943, 21.02.1945)
- чотири ордени Червоного Прапора (27.12.1921, 20.05.1940, 3.11.1944, 6.11.1947)
- медаль «За оборону Москви»
- медаль «За перемогу над Німеччиною у Великій Вітчизняній війні 1941—1945 рр.»
- медалі